# Мурадян, Рудольф Мурадович
Рудо́льф Мура́дович Мурадя́н (арм. Ռուդոլֆ Մուրադի Մուրադյան; род. 19 июня 1936, Ереван) — армянский физик-теоретик.
Академик Национальной академии наук Республики Армения (1996, член-корреспондент с 1986), академик Папской академии наук (1994). Доктор физико-математических наук, профессор (1970). Лауреат Ленинской премии (1988).
Основные исследования Рудольфа Мурадяна относятся к теоретической физике, физике элементарных частиц, космологии, проблемам появления Вселенной. Учитывая свойства взаимодействия элементарных частиц, предложил возможность масштабной инвариантности в физике высоких энергий, из которой, в особенности, исходит «правило кваркового счета Матвеева — Мурадяна — Тавхелидзе». Исследовал связь появления вращения Вселенной с магнитными полями и космологической постоянной.

## Биография
Рудольф Мурадович Мурадян родился 19 июня 1936 года в Ереване.
В 1953 году, после окончания Ереванской средней школы № 25 имени А. Мравяна Рудольф Мурадян поступил на физический факультет Московского государственного университета, который окончил в 1959 году. В 1962 году окончил аспирантуру физического факультета МГУ и защитил диссертацию на соискание учёной степени кандидата физико-математических наук.
В 1962—1979 годах работал в лаборатории теоретической физики Объединённого института ядерных исследований в Дубне (с 1966 года как старший научный сотрудник). С 1972 года — член КПСС. В 1970 году в ОИЯИ защитил диссертацию на соискание учёной степени доктора физико-математических наук, получил учёное звание профессора.
В 1979 году Рудольф Мурадян переехал в Ереван, в 1979—1984 годах заведовал отделом радиационных исследований Ереванского физического института. Одновременно он читал специальный курс лекций по квантовой теории твердого тела на физическом факультете Ереванского государственного университета. В 1986 году Мурадян был избран членом-корреспондентом АН Армянской ССР.
С 1984 по 1994 год работал в Бюраканской астрофизической обсерватории АН Армянской ССР (далее — НАН РА) как ведущий научный сотрудник, с 1985 года — как руководитель группы. 16 октября 1994 года был избран академиком Папской академии наук. В том же году вновь переехал в Дубну и работал в лаборатории теоретической физики ОИЯИ до 1996 года.
С 1996 года — профессор института физики Федерального университета штата Баия в городе Салвадор Бразилии. В том же году был избран академиком Национальной академии наук Республики Армения.

## Научная деятельность
Основные исследования Рудольфа Мурадяна относятся к теоретической физике, физике элементарных частиц, физике высоких энергий, космологии, математической физике.
В 1969 году, основываясь на модели квазисвободных кварков, Рудольф Мурадян совместно с Альбертом Тавхелидзе и Виктором Матвеевом предположил, что обнаруженные в экспериментах масштабные свойства высокоэнергетических процессов взаимодействия электронов с нуклонами являются общими для всех глубоконеупругих лептон-адронных процессов. Мурадян, Тавхелидзе и Матвеев создали принцип автомодельности (самоподобия), на основе которого эти свойства могут быть непосредственно выведены. Согласно этому принципу многие характеристики процессов в области высоких энергий и больших переданных импульсов, в том числе формфакторы частиц, не зависят от задающих масштаб характерных длин и импульсов размерных параметров. Они являются однородными функциями релятивистски-инвариантных кинематических переменных, а степень однородности данных функций определяется их физической размерностью. С помощью принципа автомодельности впервые был установлен масштабный закон, описывающий спектр масс мюонных пар, которые образуются при высоких энергиях в протонных столкновениях {\displaystyle \rho +\rho =\mu ^{+}+\mu ^{-}+} адроны:
{\displaystyle {\frac {d\sigma }{dM^{2}}}\approx {\frac {1}{M^{4}}}f\left({\frac {M}{E}}\right)},
где {\displaystyle M} — эффективная масса мюонной пары, {\displaystyle E} — энергия сталкивающихся частиц. Данный масштабный закон был подтвержден в ходе экспериментальных исследований, начатых в 1970 году группой Леона Ледермана в Брукхейвене. Впоследствии именно в этих процессах был обнаружен новый класс адронов — {\displaystyle J/\Psi } частиц.
В 1973 году, основываясь на принципе автомодельности, были установлены так называемые «правила кваркового счета Матвеева — Мурадяна — Тавхелидзе». Они определяют асимптотику формфакторов при больших передачах импульса {\displaystyle Q={\sqrt {-t}}}, а также характер энергетической зависимости дифференциального сечения произвольной бинарной реакции рассеяния на большие углы при высоких энергиях {\displaystyle E={\sqrt {s}}}:
{\displaystyle \left({\frac {d\sigma }{dt}}\right)_{ab\rightarrow cd}\approx \left({\frac {1}{t}}\right)^{n-2}f\left({\frac {t}{s}}\right)},
где {\displaystyle n=n_{a}+n_{b}+n_{c}+n_{d}} — полное число элементарных составляющих адронов, участвующих в реакции. При этом {\displaystyle n_{b}=1}, если частица {\displaystyle b} — бесструктурный лептон. Функция {\displaystyle f\left(t/s\right)} зависит лишь от отношения больших кинематических переменных. Она является размерной величиной, и в качестве естественного масштаба здесь выступает эффективный размер частицы. Степенной асимптотический закон указывает на факторизацию эффектов больших и малых расстояний. В 1987 году в Государственном реестре открытий СССР было зарегистрировано открытие (№ 343) «Правило кваркового счета Матвеева — Мурадяна — Тавхелидзе». В 1970—1980-х годах Рудольф Мурадян совместно с коллегами выполнил значительный цикл работ по применению принципа автомодельности и обобщению правил кваркового счета для множественных и инклюзивных процессов с использованием трехмерной формулировки квантовой теории поля. Постановлением ЦК КПСС и Совета министров СССР от 15 апреля 1988 года, за цикл работ по изучению динамических закономерностей в кварковой структуре элементарных частиц и атомных ядер (1965—1977) Рудольф Мурадян совместно с коллегами был награждён Ленинской премией.
Рудольф Мурадян исследовал появление Вселенной, звёзд, галактик с начального адрона, а также связь появления вращения Вселенной с магнитными полями и космологической постоянной {\displaystyle \Lambda }. В 1976 году Рудольф Мурадян получил новое выражение для углового момента вращения Вселенной:
{\displaystyle J=\hbar \left({\frac {\hbar c}{Gm_{p}^{2}}}\right)^{3}},
где {\displaystyle \hbar } — постоянная Дирака, {\displaystyle c} — скорость света, {\displaystyle G} — гравитационная постоянная, {\displaystyle m_{p}} — масса протона. Предложенная гипотеза Мурадяна о появлении Вселенной, связанная с теорией появления Вселенной Виктора Амбарцумяна, позволяет объяснить появления вращения космических объектов (звёзды, галактики и другие) количественным образом, основываясь на известной в физике элементарных частиц связи массы и момента вращения.
В 1970 году Рудольф Мурадян дал точное решение задачи о «случайных блужданиях» на сфере и в пространстве Лобачевского. В 1981 году предложил прямой и единый метод построения неприводимых представлений для всех дискретных подгрупп трехмерной группы вращений, в особенности — для групп треугольника, тетраэдра и октаэдра. В 1998 году, исследуя структуры Хопфа в {\displaystyle n}-алгебрах Ли — Намбу, ввёл фундаментальные понятия 3-коалгебры, 3-биалгебры и 3-алгебры Хопфа.
В 1990 году Рудольф Мурадян предложил новую форму таблицы Менделеева: периодическая система, в которой порядок следования элементов определяется не порядковым числом, а структурой заполняющейся электронной подоболочки атома. Эта таблица элементов опирается на квантово-механическую структуру атома, обладает определёнными удобствами и наглядностью.
- Muradyan R. Scaling Laws in Particle Physics and Astrophysics (англ.). — 2011. — arXiv:1106.1270.
- Muradyan R. Predictions in Astrophysics and Cosmology // Paths of Discovery. — 2008. — № 19. — P. 3—10.
- Muradyan R. Going from Quarks to Galaxies: Two Findings // Paths of Discovery. — 2006. — № 18. — P. 34—41.
- Мурадян Р. М., Сантана А. Е. Структура Хопфа в {\displaystyle n}-алгебрах Ли — Намбу // Теоретическая и математическая физика. — 1998. — Т. 114, № 1. — С. 87—93.
- Мурадян Р. М. О новой форме таблицы Менделеева // Армянский химический журнал. — 1990. — Т. 43, № 7. — С. 478—481.
- Мурадян Р. М. Космологическая постоянная и вращение Вселенной // Астрофизика. — 1984. — Т. 21, № 2. — С. 396—398.
- Мурадян Р. М. Ядерные силы и квантовая хромодинамика // Известия АН Армянской ССР. Физика. — 1981. — Т. 16, № 4. — С. 252—261.
- Мурадян Р. М. О дискретных подгруппах трехмерной группы вращений // Теоретическая и математическая физика. — 1981. — Т. 46, № 3. — С. 335—347.
- Muradian R. M. The primeval hadron: Origin of stars, galaxies and astronomical universe (англ.) // Astrophysics and Space Science. — 1980. — Vol. 69, no. 2. — P. 339—351.
- Матвеев В. А., Мурадян Р. М., Тавхелидзе А. Н. Метод кваркового счета для инклюзивных процессов // Теоретическая и математическая физика. — 1979. — Т. 40, № 3. — С. 319—339.
- Мурадян Р. М. Происхождение магнитных полей и сверхплотная космогония // Астрофизика. — 1978. — Т. 14, № 3. — С. 439—446.
- Мурадян Р. М. Космические числа и вращение метагалактики // Астрофизика. — 1977. — Т. 13, № 1. — С. 63—68.
- Мурадян Р. М. О происхождении вращения галактик в космогонии Амбарцумяна // Астрофизика. — 1975. — Т. 11, № 2. — С. 237—248.
- Матвеев В. А., Мурадян Р. М., Тавхелидзе А. Н. Автомодельность в сильных взаимодействиях // Теоретическая и математическая физика. — 1973. — Т. 15, № 3. — С. 332—339.
- Блохинцев Д. И., Ефремов А. В., Мурадян Р. М. Проектирование новых ускорителей и задачи современной физики элементарных частиц // УФН. — 1973. — Т. 109. — С. 259—268.
- Мурадян Р. М., Чавлейшвили М. П. Низкоэнергетические теоремы для рассеяния фотонов и гравитонов на мишени с произвольным спином // Теоретическая и математическая физика. — 1971. — Т. 8, № 1. — С. 16—22.
- Матвеев В. А., Мурадян Р. М., Тавхелидзе А. Н. Автомодельность, коммутаторы токов и векторная доминантность в глубоконеупругих лептон-адронных взаимодействиях // Физика элементарных частиц и атомного ядра. — 1971. — Т. 2, № 1. — С. 7—32.
- Мурадян Р. М. Решение задачи о «случайных блужданиях» в пространстве постоянной кривизны // Теоретическая и математическая физика. — 1970. — Т. 2, № 3. — С. 328—332.

## Награды
- Ленинская премия (1988) — за цикл работ «Новое квантовое число — цвет и установление динамических закономерностей в кварковой структуре элементарных частиц и атомных ядер» (1965—1977)[4][18].
- Медаль «За трудовую доблесть»[2].
- Первая премия Объединенного института ядерных исследований (1983) — за цикл научно-исследовательских теоретических работ «Множественные и инклюзивные процессы в трехмерной формулировке квантовой теории поля» (1971—1983)[19].
- Первая премия Объединенного института ядерных исследований (1976) — за научно-исследовательскую теоретическую работу «Процессы с большими переданными импульсами и метод кваркового счета»[20].
- Первая премия Объединенного института ядерных исследований (1972) — за научно-исследовательскую работу «Автомодельность в физике высоких энергий»[21].